# Aston Lloyd Holding
Aston Lloyd Holdings Plc är ett globalt byggnads- och investmentbolag inom nya marknader. Bolagets huvudkontor ligger i London sedan 30 år tillbaka. Aston Lloyd investerar € 100 miljoner för utvecklingsprojekt i länder som Bulgarien, Turkiet, Slovakien och norra Cypern.